# Nordgaardia pusilla
Nordgaardia pusilla is een mosdiertjessoort uit de familie van de Bugulidae. De wetenschappelijke naam van de soort is, als Synnotum pusillum, voor het eerst geldig gepubliceerd in 1907 door Nordgaard.